# 桑新民
桑新民（1949年8月27日—），籍贯江苏常熟，生于上海。

## 生平
1990年获霍英东青年教师奖（教学类），1993年获曾宪梓高等师范院校教师奖。1993年在北京师大评为教授，1994年创建“未来教育研究中心”，1995年任北师大教科所副所长。1996年在北师大评为教育学原理专业博士生导师。1997年10日作为广东省引进的高校学科带头人，调华南师大，转入教育技术学专业，创建华南师范大学未来教育研究中心，1998年评为教育技术学博士生导师。2002年创建广东省网络教育研究会，任理事长。
2004年3月调南京大学，主持创建南京大学教育技术学（数字媒体与知识工程）本科专业。